# 16 (число)
Вижте пояснителната страница за други значения на 16.
Шестнайсет (също и шестнадесет) е естествено число, предхождано от петнайсет и следвано от седемнайсет. С арабски цифри се записва 16, а с римски – XVI. Числото 16 е съставено от две цифри от позиционните бройни системи – 1 (едно) и 6 (шест).

## Математика
- 16 е четно число.
- 16 е съставно число.
- 16 е квадратно число.
- 16 е резултатът от единствено възможния вариант на степенуване nx=xn (за n≠x) – 24=42=16.
- 16 е сбор от първите четири нечетни числа (1+3+5+7 = 16).
- Многоъгълник с 16 страни (и ъгли) се нарича шестнадесетоъгълник или хексадекагон. Правилният шестнадесетоъгълник има вътрешнен ъгъл от 157,5°.
- 16 е основа на шестнайсетичната бройна система.
- tg(16) ≈ 0,3.

## Друго
- Химичният елемент под номер 16 (с 16 протона в ядрото на всеки свой атом) e сяра.
- При играта на шах двамата играчи имат по 16 фигури.